# Nynorsk

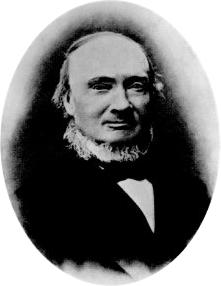
Ivar Aasen, tatăl/creatorul limbii nynorsk.

Hartă lingvistică a Norvegiei (2021): zonele în care predomină Bokmål sunt colorate în roșu iar cele în care Nynorsk este oficială sunt marcate în albastru sunt folosite de majoritate populației (zonele în gri sunt neutre). Nynorsk predomină în sud-vestul țării.

Nynorsk sau norvegiana nouă (numită până în 1929 landsmål) este una din cele două forme standardizate ale limbii norvegiene. Cealaltă formă standardizată este bokmål („norvegiana cărturărească”). Nynorsk este cu precădere o limbă scrisă, circa 10-15% din populația Norvegiei folosind-o ca limbă principală în scris.
Normele scrise sunt de două feluri: cele „principale” (folosite în manuale sau de sectorul public) și cele „secundare” pe care le pot folosi elevii ca fiind corecte, chiar dacă diferă de normele principale.
Limba nynorsk se bazează pe dialectele norvegiene moderne, nu pe cele din limba nordică veche sau medievală.
Circa 80% din populația Norvegiei vorbește un dialect de un fel sau altul (bokmål sau nynorsk), restul vorbind norvegiana estică standard sau o altă variantă a limbii bokmål.

## Istoria
În perioada de la Moartea neagră până la Reforma protestantă, limba norvegiană a trecut printr-o perioadă cu multe schimbări și simplificări. Unul dintre motive a fost contactul cu negustorii hanseatici, adică germani din nordul Germaniei, care vorbeau germana de jos. În primul rând vocabularul s-a schimbat radical. Ca urmare scandinavii și germanii din nord puteau să se înțeleagă mai ușor, însă distanța față de limba islandeză și feroeză a crescut. 
Nynorsk a fost standardizat de Ivar Aasen în veacul al 19-lea ca o alternativă la limba daneză care era folosită ca limbă scrisă în Norvegia din acea vreme și care a influențat bokmål. 
Aasen a publicat în 1848 „Det norske Folkesprogs Grammatik” (Gramatica limbii populare norvegiene) și în 1850 „Ordbog over det norske Folkesprog” (Dicționar al limbii populare norvegiene), dar prima carte normativă a fost „Prøver af Landsmaalet i Norge” (Exerciții de limbă națională în Norvegia), publicată în 1853. Ultimele sale două cărți normative au fost „Norsk Grammatik” (Gramatica norvegiană) din 1864 og „Norsk Ordbog” (Dicționar norvegian) din 1873.
Teoria lui Aasen este că dialectele norvegiene au un numitor comun, care le distinge de limbile daneză și suedeză. Aasen a numit acest numitor comun dialectul de bază, iar Einar Haugen (lingvist american de origine norvegiană) l-a numit protonorvegiana. Aasen a făcut o clasificare a dialectelor, pe care le-a împărțit de pe o scală de la „complet” la „fals”. Cele mai „complete” dialecte erau după părerea sa dialectele din regiunile Hardanger, Voss și Sogn, iar cele mai false, cele din Norvegia de est și în special cele vorbite la oraș.
La ora actuală aproximativ 10-15% din norvegieni folosesc în scris nynorsk iar 85-90% bokmål, amîndouă variantele fiind acceptate oficial.
Numele nynorsk în limba norvegiană este folosit și pentru limba modernă vorbită începînd cu veacul al 15-lea. De aici s-a extins pentru a denumi varianta standardizată curățită de influențe daneze.